# Ministri per gli italiani nel mondo
I ministri per gli italiani nel mondo si sono avvicendati dal 1991 al 1992, dal 1994 al 1995 e dal 2001 al 2006.

## Lista
| Ministro | Ministro       | Ministro                      | Partito                     | Governo        | Mandato        | Mandato         | Leg. |
| Ministro | Ministro       | Ministro                      | Partito                     | Governo        | Inizio         | Fine            | Leg. |
| --- | -------------- | ----------------------------- | --------------------------- | -------------- | -------------- | --------------- | ---- |
| Italiani all'estero e immigrazione |                |                               |                             |                |                |                 |      |
| |                | Margherita Boniver (1938)     | Partito Socialista Italiano | Andreotti VII  | 13 aprile 1991 | 28 giugno 1992  | X    |
| Italiani nel mondo |                |                               |                             |                |                |                 |      |
| |                | Sergio Berlinguer (1934-2021) | Indipendente                | Berlusconi I   | 11 maggio 1994 | 17 gennaio 1995 | XII  |
| Deleghe conferite al Ministro degli affari esteri Susanna Agnelli (1995-1996) e Lamberto Dini (1996-1999); dal 1999 funzioni trasferite al Ministero degli affari esteri |                |                               |                             |                |                |                 |      |
| |                | Mirko Tremaglia (1926-2011)   | Alleanza Nazionale          | Berlusconi II  | 11 giugno 2001 | 23 aprile 2005  | XIV  |
| Berlusconi III | 23 aprile 2005 | Mirko Tremaglia (1926-2011)   | Alleanza Nazionale          | 17 maggio 2006 |                |                 | XIV  |